# Imad Benchlef
Imad Benchlef (en arabe : عماد بن شلف) est un footballeur algérien né le 12 octobre 1993 à Hassi Bahbah dans la wilaya de Djelfa. Il évolue au poste de gardien de but à l'ES Sétif.

## Biographie
Il évolue en première division algérienne avec le club du NA Hussein Dey après avoir passé cinq ans dans des divisions inférieures.